# Гергилёв, Денис Николаевич
Дени́с Никола́евич Гергилёв (род. 19 декабря 1981, Красноярск, СССР) — российский историк и государственный деятель, специалист по истории административно-территориального устройства Сибири. Доктор исторических наук (2021), доцент. 

## Биография
Родился 19 декабря 1981 года в Красноярске. 
В 2004 году с отличием окончил отделение истории, философии и политологии факультета филологии и журналистики Красноярского государственного университета по специальности «история». В 2006 году окончил Государственный университет цветных металлов и золота по специальности «государственное и муниципальное управление». В 2017 году окончил магистратуру Высшей школы экономики по специальности «менеджмент», защитив диссертацию по теме «Модель управления образовательными программами в Гуманитарном институте Сибирского федерального университета». Неоднократно проходил повышение квалификации. 
С 2004 года — преподаватель, старший преподаватель, доцент и профессор кафедры истории России Красноярского государственного университета, а с 2006 года — Сибирского федерального университета. 
В 2004—2006 годах — заместитель декана по учебной работе историко-философского факультета Красноярского государственного университета. В 2007—2013 годах — заместитель директора по учебной работе Гуманитарного института Сибирского федерального университета. 
В 2010 году в Кемеровском государственном университете под научным под руководством доктора исторических наук, профессора М. Д. Северьянова защитил диссертацию на соискание учёной степени кандидата исторических наук по теме «Развитие системы административного управления Сибирью в XVIII — первой трети XIX веков» (специальность 07.00.02 — отечественная история); официальные оппоненты — доктор исторических наук, профессор Г. Ф. Быконя и кандидат исторических наук, доцент В. А. Сергиенко; ведущая организация — Сибирский государственный технологический университет. 
С ноября 2013 года по октябрь 2019 года — директор Гуманитарного института Сибирского федерального университета. 
11 октября 2019 года был назначен на должность заместителя министра образования Красноярского края. В ноябре 2023 года оставил должность. 
В 2021 году в Сибирском федеральном университете защитил диссертацию на соискание учёной степени доктора исторических наук по теме «Административно-территориальное управление Сибирью в XVIII — начале XX вв.» (специальность 07.00.02 — отечественная история); научный консультант — доктор исторических наук, профессор М. Д. Северьянов; официальные оппоненты — доктор исторических наук, профессор В. П. Зиновьев, доктор исторических наук, профессор М. В. Шиловский и доктор исторических наук, профессор Е. П. Мамышева; ведущая организация — Алтайский государственный университет. 
С октября 2021 года — заведующий кафедрой истории России, мировых и региональных цивилизаций Гуманитарного института СФУ. Одновременно с этим, с ноября 2023 года — ведущий научный сотрудник ФИЦ КНЦ СО РАН. 
Является автором более 60 научных публикаций, в том числе 6 монографий. Член редакционной коллегии научного журнала «Северные архивы и экспедиции», входящего в перечень ВАК.
Один из разработчиков информационной системы «Историко-культурное наследие города Енисейска».

## Научные труды

### Монографии
- Гергилёв Д. Н. Административное управление Сибирью в XVIII — первой трети XIX вв.. — Красноярск: Сибирский федеральный университет, 2016. — 171 с.
- Малютина Л. Ф., Гергилёв Д. Н. История многопартийности в России: российский и региональный компоненты. — Красноярск: Сибирский федеральный университет, 2016. — 129 с.
- Гергилёв Д. Н. Административно-территориальное устройство Сибири в 1708—1917 гг.. — Красноярск: Сибирский федеральный университет, 2018. — 224 с.
- Пфаненштиль И. А., Яценко М. П., Яркова Н. А., Белгородская Л. В., Коновалова О. В., Тугужекова В. Н., Гарин Е. Н., Артамонова Н. Я., Леопа А. В., Новосельцев Н. Р., Гергилёв Д. Н. Русский мир. — Красноярск: Сибирский федеральный университет, 2018. — 226 с.
- Андюсев Б. Е., Анисимова Л. И., Ахтамов Е. А., Быконя Г. Ф., Вдовин А. С., Гергилёв Д. Н., Дворецкая А. П., Ермолаева Л. Н., Карчаева Т. Г., Кикилова Т. М., Макаров Н. П., Новосельцев Н. Р., Северьянов М. Д., Седельников В. Г., Селиваненко А. М., Скоробогатова Н. Н., Терентьева В. И., Терскова А. А., Яценко М. П. История земли Шушенской. — Красноярск: Сибирский федеральный университет, 2020. — 380 с.
- Андюсев Б. Е., Барсукова Н. В., Буданова Л. Ю., Видиман А. В., Гарин Е. Н., Гарин Е. Е., Гергилёв Д. Н., Григорьева Е. А., Дацышен В. Г., Дворецкая А. П., Заподовников Я. В., Калинин О. Н., Кнауб В. А., Ковалёв А. С., Коновалова О. В., Кудашов В. И., Леопа А. В., Леопа В. П., Матвеев А. В., Матвеев Б. А. и др. . — Красноярск: Сибирский федеральный университет, 2021. — 266 с.

### Учебные пособия
- Гергилёв Д. Н., Колесник Э. Г., Тарасов М. Г. История макрорегиона (Сибири). Часть I. — Красноярск: Сибирский федеральный университет, 2018. — 67 с.

### Статьи
на русском языке
- Гергилёв Д. Н. Духоборы (духоборцы) в Сибири в первой четверти XIX в. // Матер. межвуз. научн.-практ. конф., Красноярск, 26 апреля 2002 г. Красноярск, 2002. Вып. VII. С. 311–316.
- Гергилёв Д. Н. Население и хозяйственная жизнь Красноярска в XVII– XIX вв. / Д. Н. Гергилев // Красноярск история и современность. К 375-летию со дня основания: матер. межвуз. научн.-теор. конф. Красноярск, 2003. Вып. 2. С. 33–37.
- Гергилёв Д. Н. К вопросу о структурных и административных изменениях в Сибири в результате губернской реформы 1822 года / Д. Н. Гергилев // Лесной и химический комплексы – проблемы и решения: сб. ст. Всерос. науч.-практ. конф. 2006 г. Красноярск, 2006. С. 324–330.
- Гергилёв Д. Н. Губернская реформа 1822 года // Красноярский край: исторические аспекты территориального, экономического и культурного развития: тез. докл. и сообщ. науч. конф. 14 ноября 2006 г. Красноярск. Красноярск, 2006. С. 81-87.
- Гергилёв Д. Н. М. М. Сперанский и его проекты / Д. Н. Гергилев // Парламентаризм в России: исторический опыт и современные проблемы: матер. Всерос. научн.-практ. конф., посвящ. 100-летию начала деятельности первой российской Государственной думы 18 мая 2006 г. Красноярск. Красноярск, 2006. С. 61–66.
- Гергилёв Д. Н. Проекты административных преобразований Восточной Сибири в 30-х годах XIX в. // Управление Россией. Опыт. Традиции. Новации. XVI–XX вв.: кол. монография / Рос. акад. наук; Ин-т Рос. истории; отв. ред. А. Н. Сахаров. — М.: Наука, 2007. — С. 289–297.
- Гергилёв Д. Н. Административное управление Сибирью в конце XVIII – первой четверти XIX вв. (до ревизии М. М. Сперанского) // Мир Евразии. 2008. No 1. С. 46–49.
- Гергилёв Д. Н. Особенности реализации «Учреждение для управления губерний Всероссийской империи» на территории Сибири // Матер. Вторых университетских социально-гуманитарных чтений, 2008 г. Иркутск, 2008. С. 249–255.
- Гергилёв Д. Н., Комиссаров С. А. Рецензия на книгу «Дацышен В. Г. Китайцы в Сибири в XVII–XX вв.: проблемы миграции и адаптации». – Красноярск: Сиб. федеральный ун-т, 2008. 327 с. // Вестник Новосибирского государственного университета. Сер.: История, филология. 2009. Т. 8, вып. 4: Востоковедение. С. 173–176.
- Гергилёв Д. Н. Ссылка как мера наказания в конце XVI – начале XIX вв. / Д.Н.Гергилев // Актуальные проблемы борьбы с преступностью в Сибирском регионе: сб. матер. XII Междунар. науч.-практ. конф. (19–20 февраля 2009 г.): в 3 ч. Красноярск, 2009. Ч. 1. С. 346–349.
- Гергилёв Д. Н. Роль Сибирского приказа в имперской политике управления Восточной окраиной Российской империи (1730–1763 гг.) // Вестник Томского государственного университета. 2010. No 330. С. 81–83.
- Гергилёв Д. Н. Сибирь в системе административных преобразований Петра I // Вестник Сибирского юридического института МВД России. 2010. No 4 (8). С. 118–123.
- Гергилёв Д. Н. Проекты административно-территориального реформирования Российской Федерации в конце XX – начале XXI в. // Социокультурное освоение Сибири: матер. Сибирского исторического форума. Красноярск, 2–5 декабря 2014 г. Красноярск: Резонанс, 2014. С. 48–55.
- Гергилёв Д. Н., Гергилёва А. И. Чехословацкий корпус и военнопленные Первой мировой войны в период Гражданской войны на территории Сибири (1918– 1920 гг.) // Вестник Томского государственного университета. 2015. No 390. С. 109–116.
- Гергилёв Д. Н., Дуреева Н. С. Роль реформ М. М. Сперанского в управлении Сибирью // Вестник Томского государственного университета. 2016. No 413. С. 88–93.
- Гергилёв Д. Н., Северьянов М. Д., Яценко М. П. Ведущие факторы административно-территориального деления РФ (на примере Красноярского края) // Проблемы социально-экономического развития Сибири. 2016. No 3 (25). С. 99–103.
- Гергилёв Д. Н. Губернская реформа Екатерины II в контексте проблем административно-территориальной структуры России (на примере Сибири) / // Научный диалог. 2016. No 11 (59). С. 203–212.
- Гергилёв Д. Н. Административно-территориальные реформы в Сибири как пример выработки оптимального управленческого механизма // Современная наука: актуальные проблемы теории и практики. Сер.: Гуманитарные науки. 2016. No 12. С. 14–17.
- Гергилёв Д. Н. Особенности региональной политики в России в XVIII – начале XX в. (на примере Сибири) // Общество: философия, история, культура. 2016. No 12. С. 106–108.
- Гергилёв Д. Н. Сибирь как пример поисков оптимального административно-территориального устройства России // Историческая и социально-образовательная мысль. 2016. Т. 8. No 6–1. С. 56– 61.
- Гергилёв Д. Н., Ахтамов Е. А. Становление диаспоральной политики в России на рубеже XX–XXI веков // Клио. 2017. No 3 (123). С. 39–42.
- Гергилёв Д. Н. Структура губернского и областного управления в Восточной Сибири в 1822–1917 гг.: принципы функционирования и региональные особенности // Genesis: исторические исследования. 2017. No 6. С. 56–69.
- Гергилёв Д. Н., Дуреева Н. С. Сибирь как пример оптимальных государственных механизмов управления // Вестник Томского государственного университета. 2017. No 421. С. 103–108.
- Карчаева Т. Г., Гергилёв Д. Н., Суржко А. В. Причины, ход и итоги «Туруханского бунта» 1908– 1909 гг. // Общество: философия, история, культура. 2017. No 7. С. 94–98.
- Гергилёв Д. Н. Отличительные черты деятельности губернских администраций в Сибири в XIX – начале XX вв. // Клио. 2017. No 8 (128). С. 114–117.
- Гергилёв Д. Н. Административно-территориальное деление России как фактор сохранения государственности (на примере Сибири в 1917–1923 гг.) // Общество: философия, история, культура. 2017. No 9. С. 53–56.
- Гергилёв Д. Н. Административно-территориальное реформирование Сибири в XIX – начале XX веков: опыт и необходимые выводы // Клио. 2017. No 4 (124). С. 129–133.
- Гергилёв Д. Н. Административно-территориальная реформа Екатерины II в контексте проблем управления регионами России (на примере Сибири) // Клио. 2017. No 5 (125). С. 75–78.
- Гергилёв Д. Н. К вопросу об административно-территориальном управлении Казахской степью в Сибири в начале XIX в. // Общество: философия, история, культура. 2017. No 6. С. 61–64.
- Гергилёв Д. Н., Дуреева Н. С. Особенности административно-территориального положения России в начале XIX века (на примере Сибири) // Вестник Кемеровского государственного университета. 2017. No 2. С. 30–33.
- Гергилёв Д. Н. Проблема административно-территориального реформирования Сибири в XIX в. // Клио. 2017. No 7 (127). С. 74–79.
- Гергилёв Д. Н. Пути решения проблем административно- территориального устройства России в начале XX века (на примере Сибири) // Гуманитарные и социально-экономические науки. 2017. No 5 (96). С. 76–80.
- Гергилёв Д. Н. Особенности региональной политики в России в первой четверти XVIII в. (на примере Сибири) // Десятые Байкальские социально-гуманитарные чтения: материалы: в 2 т. 2017. Т. 1. С. 213–218.
- Гергилёв Д. Н. Результат губернской реформы Екатерины II для регионов России (на примере Сибири) // Современная наука: актуальные проблемы теории и практики. – Сер.: Гуманитарные науки. 2018. No 3–2. С. 11–13.
- Гергилёв Д. Н., Кукис О. Н. Законодательное регулирование, структура и функции канцелярии Енисейской губернской администрации в 1822–1845 годах // Проблемы социально-экономического развития Сибири. 2018. No 4 (34). С. 115–121.
- Гергилёв Д. Н., Полянский Е. В. Интерпретация понятия «регион» в реформе районирования 1923 г. // Клио. 2018. No 6 (138). С. 106–112.
- Гергилёв Д. Н. Исторические особенности административного управления Восточной Сибирью (с 1822 г. до середины XIX в.) // Известия Алтайского государственного университета. 2018. No 2 (100). С. 41–45.
- Гергилёв Д. Н. Особенности административно-территориальной политики в первые годы советской власти // Право и образование. 2018. No 5. С. 131–136.
- Кузьменко А. С., Гергилёв Д. Н., Тарасов М. Г. Миграционные потоки на территорию Восточной Сибири в горды Первой мировой войны // Северные архивы и экспедиции. 2020. Т. 4. No 3. С. 70–79.
- Гергилёв Д. Н. Проблемы административно-территориального устройства Сибири в дореволюционной историографии // Клио. 2020. No 7 (163). С. 18–23.
- Карчаева Т. Г., Кижнер И. А., Гергилёв Д. Н. Участие женщин в местных советах на территории Восточной Сибири, 1921–1936 гг. (анализ статистических источников) // Историческая информатика. 2020. No 1(31). С. 34–54.

на других языках
- Gergilev D. N., Dureeva N. S. Historical-phylosophical analisys of Siberia administrative control // The Social Sciences, 2016. No 11 (Spesial issue 5). P. 6993–6998.
- Akhtamov E. A., Gergilev D. N., Efimov V. S. The World in the 21st Century: Scenarios of the World Order // Journal of Siberian Federal University. Humanities & Social Sciences 12 (2017 10). P. 1814–1828.
- Gryaznukhina T. V., Sejtkanova A. A., Gryaznukhin A. G., Gergilev D. N., Malutina L. F. Intelligentsia and the folk between Russian Revolutions (1905–1917) // Былые годы. Российский исторический журнал. 2017. No 44 (2). C. 625–634.
- Karchaeva T. G., Gergilev D. N., Severyanov M. D. Who were the clerks in Siberia? Professional characteristics of Russian Empire local governmental officials from the 19th to the early 20ies century // Былые годы. Российский исторический журнал. 2017. No 43 (1). С. 86–93.
- Cherepanov S. K., Gergilev D. N., Gryaznukhin A. G. Anonymous sources of the conflict in the east Siberian provincial administration in the 1870s // Былые годы. Российский исторический журнал. 2018. No 47 (1). C. 328–338.
- Kolesnik E. G., Tarasov M. G., Gergilev D. N., Novoseltsev N. R. Interethnic Relations in Russian Central Asia (19th – Early 20th Centuries) // Journal of Siberian Federal University. Humanities & Social Sciences 12 (2018 11). P. 1968–1990.
- Malyutina L. F., Gergilev D. N., Gryaznukhin A. G., Zhabaeva L. B. Social Thought in Russia of Its Czarist-Era about the Place of Siberia in the State Structure of the Country // Былые годы. Российский исторический журнал. 2019. No 54 (4). С. 1429–1438.
- Gergilev D. N., Khait N. L., Akhtamov E. A. Formation of Educational System in the Yenisei Siberia in XVIII century: from Latin School to Small People’s School // Былые годы. Российский исторический журнал. 2019. Т. 2. No 52. С. 523–532.
- Andusev B. E., Anisimova L. J., Gergilev D. N., E. A. Common Law in Household Domestic Life of Russian Old-Residents in Angara Region in the second part of XIX – the beginning of XX century // Былые годы. Российский исторический журнал. 2020. No 56 (2). С. 734–741.
- Khait N. L., Dvoretskaya А. P., Gergilev D. N., Konovalova O. V. The Evolution of the Orthodox Parish on the Territory of Yenisei Siberia in the late XVIII – first half of the XIX century  // Былые годы. Российский исторический журнал. 2020. No 57 (3). С. 1055-1064.
- Izluchenko T. V., Gergilev D. N., Bardakov A. V. The Philosophical Category of the Ideal in the Models of the Future State of the Religious Extremists // Journal of Siberian Federal University. Humanities and Social Sciences. 2020. Т. 13. No 7. С. 1126-1136.